# Molophilus (Molophilus) subalpicola
Molophilus (Molophilus) subalpicola is een tweevleugelige uit de familie steltmuggen (Limoniidae). De soort komt voor in het Australaziatisch gebied.